# Adam А500
Adam A500 — шестимісний (1 + 5) цивільний бізнес-літак розроблений та випускається американською компанією «Adam Aircraft, Inc» з 2005 року.

## Опис
Adam A500 орієнтований на дешевий ціновий сегмент ринку бізнес-авіації. При проектуванні літака розробники намагалися мінімізувати витрати його майбутніх власників на утримання та експлуатацію літака, однак, надали йому найкращі льотні характеристики. Це стало причиною вибору поршневих, а не реактивних двигунів.
При проектуванні літака за основу був взятий розроблений Бертом Рутаном і побудований компанією «Scaled Composites» 2000 року рамний літак M-309 CarbonAero. Літак побудований за схемою «тягни-штовхай», коли два гвинти розміщуються попереду і ззаду літака. Перший гвинт тягне літак вперед, а другий підштовхує його ззаду. Обидва двигуни марки TSIO 550E, виробництва компанії «Teledyne Continental Motors», розміщені всередині фюзеляжу літака. В протилежних його кінцях встановлені гвинти.
Таке рішення дозволило збільшити швидкість, впритул підвівши її до швидкості реактивних літаків.
При такій схемі розташування гвинтів пілоту необхідні додаткові навички з управління літаком. Однак рамна конструкція робить різницю між управлінням літаком такої конфігурації і звичайним гвинтовим літаком з двома двигунами практично непомітною. Також рамна конструкція дозволяє вести горизонтальний політ і управляти літаком навіть при виході з ладу одного з двигунів.
Літак практично повністю побудований з композитних матеріалів, що істотно знижує його масу, та витрату палива. Маса літака позитивно впливає і на його швидкість. Все це дозволило звести до мінімуму витрати як на утримання літака, так і на його експлуатацію. За твердженням компанії-виробника експлуатаційні витрати становлять 0,75 долара США на 1 км польоту.

## Експлуатація
Перший політ А500 здійснив 11 липня 2002 року на випробувальному цивільному полігоні в пустелі Мохаве. У травні 2005 року компанія сертифікувала літак у FAA і розпочала продаж замовникам.
На жовтень 2007 року збудовано 7 літаків, з яких 5 експлуатувалися. Забезпечення сервісу і витримування тільки п'яти літаків в повітрі економічно неможливо. Літаки мають стандартний дизайн салону, фарбуються зовні в колірну гаму за побажанням замовника. Літак комплектується сучасним аеронавігаційним комплексом. У 2006 році літак з'явився у фільмі «Поліція Маямі».

## Льотні дані
Довжина, м 10,27
Висота, м 2,9
Розмах крила, м 13,4
Площа крила, м2 15,79
Максимальна ширина пасажирської кабіни, м 1,37
Максимальна висота пасажирської кабіни, м 1,31
Маса порожнього, кг 2340
Максимальна злітна, кг 3197
Тип двигуна 2 × TSIO 550E
Тяга, к.с. 2 × 350
Запас палива, л 872
Витрата палива, кг / с 124
Максимальна швидкість, км / год 417
Крейсерська швидкість, км / год 407
Дальність, км 1652
Перегоночна дальність, км 2382
Стеля, м 7620
Довжина розбігу, м 630
Довжина пробігу, м 554
Вантажопідйомність, т 0,75
Екіпаж 1; пасажири 5.